# Subprefettura di Ipiranga
La Subprefettura di Ipiranga è una subprefettura (subprefeitura) della zona centrale della città di San Paolo in Brasile, situata nella zona amministrativa Sudest.

## Distretti
- Ipiranga
- Cursino
- Sacomã